# Krasny (Toponym-Liste)
Красный (russisch „rot“, ursprünglich „schön“; in der maskulinen Adjektivform) ist ein verbreitetes Toponym in Russland. Hier sind die Varianten der Transkription und gleich klingende Namen aus anderen Sprachen aufgeführt.

## Krasnij
Krasnij ist Teil dieser geografischen Bezeichnungen:
- Krasnij Brid, Gemeinde in der Slowakei, siehe Krásny Brod
- Krasnij Jar, Fundplatz der äneolithischen Botai-Kultur in Kasachstan
- Krasnij Les, russische Bezeichnung für ein bewaldetes Grenzgebiet zw. Polen und Russland, siehe Rominter Heide
  - alternativ Krasny Les

## Krasny
Krasny (russisch), Krásny (slowakisch für „schön“) oder Krásný (tschechisch für „schön“) steht für:

### Ortsnamen
Krasny ist Name oder Namensbestandteil folgender Orte in Russland:
- Krasny (Brjansk), ländliche Siedlung in der Oblast Brjansk
- Krasny (Mordwinien), ländliche Siedlung in der Republik Mordwinien
- Krasny (Rostow), Dorf in der Oblast Rostow
- Krasny (Smolensk), Siedlung städtischen Typs in der Oblast Smolensk
- Krasny (Swerdlowsk), ländliche Siedlung in der Oblast Swerdlowsk
- Krasny (Uljanowsk), ländliche Siedlung in der Oblast Uljanowsk
- Krasny (Wolgograd, Danilowski), Dorf im Danilowski rajon, Oblast Wolgograd
- Krasny (Wolgograd, Urjupinski), Dorf im Urjupinski rajon, Oblast Wolgograd
- Krasny (Woronesch), ländliche Siedlung in der Oblast Woronesch
- Krasny Chleborob, Dorf im Norden des Giaginski Rajon
- Krasny Sulin, Stadt in der Oblast Rostow

Ort in der Slowakei:
- Krásny Brod (russinisch Krasnij Brid), Gemeinde in der Slowakei

### Geographische Objekte
Krásný bezeichnet im Ústecký kraj, Tschechien:
- Krásný Dvůr, Gemeinde im Okres Louny
- Schloss Krásný Dvůr, Schloss in der Gemeinde Krásný Dvůr, Okres Louny
- Krásný Buk, Ortsteil der Stadt Krásná Lípa, Okres Děčín
- Burg Krásný Buk, Burgruine in der Stadt Krásná Lípa, Okres Děčín

## Krasnyj
Krasnyj ist der Name oder Namensbestandteil folgender Ortschaften in der Ukraine:
- Krasnyj Jar (Tschuhujiw), Siedlung im Rajon Tschuhujiw, Oblast Charkiw
- Krasnyj Jar (Pokrowsk), Siedlung im Rajon Pokrowsk, Oblast Donezk
- Krasnyj Jar (Krasnodon), Siedlung im Rajon Krasnodon, Oblast Luhansk
- Krasnyj Kut, Siedlung städtischen Typs im Rajon Antrazyt, Oblast Luhansk
- Krasnyj Kut (Dorf), Dorf im Rajon Kramatorsk, Oblast Donezk
- Krasnyj Lutsch, Stadt in der Oblast Luhansk
- Krasnyj Lutsch (Amwrossijiwka), Dorf im Rajon Amwrossijiwka, Oblast Donezk
- Krasnyj Lutsch (Schachtarsk), Dorf im Rajon Schachtarsk, Oblast Donezk
- Krasnyj Lutsch (Slowjanoserbsk), Dorf im Rajon Slowjanoserbsk, Oblast Luhansk
- Krasnyj Lyman (Pokrowsk), Dorf im Rajon Pokrowsk, Oblast Donezk
- Krasnyj Lyman (Slowjanoserbsk), Dorf im Rajon Slowjanoserbsk, Oblast Luhansk
- Krasnyj Lyman, ehemaliger Name von Lyman, Stadt im Rajon Lyman, Oblast Donezk
- Krasnyj Oktjabr, Siedlung städtischen Typs in der Oblast Donezk

## Krasnyje
Krasnyje ist Namensbestandteil folgender russischer Ortschaften:
- Krasnyje Baki, Siedlung städtischen Typs in der Oblast Nischni Nowgorod
- Krasnyje Barrikady Siedlung städtischen Typs in der Oblast Astrachan
- Strugi Krasnyje, Siedlung städtischen Typs in der Oblast Pskow